# Campeonato Sudamericano de Baloncesto Sub-17
El Campeonato Sudamericano de Baloncesto Sub-17 es un campeonato de baloncesto organizado por la FIBA Américas en el que se enfrentan todas las selecciones nacionales de América del Sur menores de 17 años.
Los tres mejores equipos de cada edición clasifican al Campeonato FIBA Américas Sub-18.

## Campeonatos
| Edición | Año  | Sede               | Campeón   | Subcampeón | 3.er lugar |
| ------- | ---- | ------------------ | --------- | ---------- | ---------- |
| I       | 1994 | Oruro              | Argentina | Venezuela  | Brasil     |
| II      | 1996 | Loja               | Argentina | Brasil     | Uruguay    |
| III     | 1998 | Córdoba            | Brasil    | Argentina  | Venezuela  |
| IV      | 2000 | Cali               | Argentina | Brasil     | Venezuela  |
| V       | 2005 | Barquisimeto       | Argentina | Uruguay    | Brasil     |
| VI      | 2007 | Guanare            | Argentina | Venezuela  | Uruguay    |
| VII     | 2009 | Trinidad           | Argentina | Uruguay    | Brasil     |
| VIII    | 2011 | San José de Cúcuta | Brasil    | Argentina  | Colombia   |
| IX      | 2013 | Salto              | Argentina | Uruguay    | Brasil     |
| X       | 2015 | Resistencia        | Argentina | Brasil     | Chile      |
| XI      | 2017 | Lima               | Chile     | Argentina  | Ecuador    |
| XII     | 2019 | Santiago de Chile  | Brasil    | Argentina  | Uruguay    |
| XIII    | 2022 | Caracas            | Brasil    | Argentina  | Ecuador    |
| XIV     | 2023 | Valledupar         | Argentina | Venezuela  | Brasil     |

## Palmarés
| Núm. | País      | Oro | Plata | Bronce | Total |
| ---- | --------- | --- | ----- | ------ | ----- |
| 1º   | Argentina | 9   | 5     | 0      | 14    |
| 2º   | Brasil    | 4   | 3     | 5      | 12    |
| 3º   | Chile     | 1   | 0     | 1      | 2     |
| 4º   | Uruguay   | 0   | 3     | 3      | 6     |
| 5º   | Venezuela | 0   | 3     | 2      | 5     |
| 6º   | Ecuador   | 0   | 0     | 2      | 2     |
| 7º   | Colombia  | 0   | 0     | 1      | 1     |